# Allium gubanovii
Allium gubanovii là một loài thực vật có hoa trong họ Amaryllidaceae. Loài này được Kamelin mô tả khoa học đầu tiên năm 1980.